# Crataegus scabrifolia
Crataegus scabrifolia — вид квіткових рослин із родини трояндових (Rosaceae).

## Біоморфологічна характеристика
Це листопадне дерево до 10 метрів заввишки; гілки зазвичай без колючок. Гілочки пурпурувато-коричневі молодими, сірувато-коричневі старішими, спочатку голі чи майже так. Листки: ніжки листків 1.5–4 см, голі; пластини від яйцювато-ланцетних до яйцювато-еліптичних чи ромбо-яйцюватих, 4–3 × 2.5–4.5 см, низ ворсинчастий тільки вздовж середньої й бічних жилок, верх злегка запушений у молодому віці, потім ± голий, основа клиноподібна, край рідко неправильно і двічі тупо-пилчастий, зазвичай нелопатеві або у стерильних пагонів нерівномірно 3–5-лопатеві на верхівці, верхівка гостра. Суцвіття — багатоквітковий складний щиток, 4–5 см у діаметрі. Квітки ≈ 1.5 см у діаметрі; чашолистки трикутно-яйцюваті чи трикутно-ланцетні, 3–4 мм, низ голий; пелюстки білі, майже округлі чи зворотно-яйцюваті, ≈ 8 × 6 мм; тичинок 20. Яблука жовті чи червонуваті, стиснено кулясті, 1.5–2.5 см у діаметрі, голі; чашолистки стійкі. Період цвітіння: квітень — червень; період плодоношення: серпень — жовтень.

## Ареал
Зростає в південно-центральному й південно-східному Китаї (Гуансі, Ґуйчжоу, Сичуань, Юньнань).
Населяє узлісся соснових лісів, чагарники, змішані прирічкові ліси; на висотах 1500–3000 метрів.

## Використання
Плоди вживають сирими чи вареними. Плоди використовують для виготовлення лікарських препаратів. 